# Westercon
La Westercon (en version longue West Coast Science Fantasy Conference) est un festival de science-fiction et de fantasy organisé annuellement depuis 1948 sur la côte ouest des États-Unis. Son fondateur est Walter J. Daugherty de la Los Angeles Science Fantasy Society.